# يانغ يانغ (متزلجة على مسار قصير)
يانغ يانغ (بالصينية: 楊陽) هي متزلجة على مسار قصير صينية، ولدت في 14 سبتمبر 1977 في تشانغتشون في الصين.

## وصلات خارجية
- يانغ يانغ على موقع اللجنة الأولمبية الدولية (الإنجليزية)
- يانغ يانغ على موقع أوليمبيديا (الإنجليزية)